# Angélina Delcroix
Pour les articles homonymes, voir Delcroix.
Angélina Delcroix est une romancière française, née en 1978 à Luçon.

## Biographie
Angélina Delcroix possède une licence de génétique et a fait des études en psychothérapie, et en criminologie à l’école de gendarmerie. Elle est psycho-praticienne en Vendée.

## Œuvre

### Romans
- Ne la réveillez pas, Paris, Nouvelles Plumes, 2017, 408 p. (ISBN 9782266292139)
- Si je serais grande, Paris, Nouvelles Plumes, 2018, 390 p. (ISBN 9782298143645)
- Un peu beaucoup... Jusqu'à la mort, Paris, Nouvelles Plumes, 2019, 409 p. (ISBN 9782298154016)
- Synopsix, Paris, Hugo thriller, 2020, 648 p. (ISBN 9782755693997)
- L'île des damnés, Paris, Hugo thriller, 2022, 441 p. (ISBN 9782755693973)
- Qui meurt à Noël ?, Paris, Hugo thriller, 2022, 313 p. (ISBN 9782755663082)
- Mémoires d'un expert psychiatre, Paris, Hugo thriller, 2024, 480 p. (ISBN 9782755670233)[3]
- La Résurrection du pire, Paris, Hugo thriller, 2025

## Distinctions
- 2024 : prix du meilleur roman noir francophone du Festival du polar de Cognac pour Mémoires d'un expert psychiatre[4]
- 2024 : prix des Mines Noires pour Mémoires d'un expert psychiatre[réf. nécessaire]